# 클로짓
클로짓(closet), 또는 한국어 번역 벽장(壁欌)은 자신의 성적 지향이나 성 정체성, 그리고 그 측면의 성적 정체성과 성적 행동 등을 공개하지 않은 레즈비언, 게이, 양성애자, 트랜스젠더(LGBT)에 대한 은유적 표현이다. 사회적 압력 때문에 자신의 정체성 일부를 숨기고 있는 사람을 묘사할 때도 사용할 수 있다.

## 배경
20세기 후반 미국에서 클로짓은 커밍아웃의 개념과 함께 동성애자 삶의 역사와 사회적 역학을 파악하기 위한 중심적 은유가 되었다. 벽장의 내러티브는 "안"에 있는 것과 "밖"에 있는 것 사이의 암시적 이중성을 설정한다. "안에" 있는 사람들은 종종 거짓되고 불행한 삶을 산다는 오명을 받는다. 많은 사람들이 벽장 "밖"으로 나가 것을 선호하지만, 의식적으로든 무의식적으로든. 그들을 벽장 "안에" 남아 있게 하는 수많은 사회적, 경제적, 가족적, 개인적 반향이 존재한다. 예를 들어, 라벤더 공포는 1953년 모든 게이와 레즈비언이 미국 연방 정부에서 일하는 것을 금지하는 행정 명령 10450호의 시행으로 이어졌고, 직장을 유지하고자 하였던 직원들은 벽장에 남아 있어야 하였다. 사람들은 종종 자기 자신의 섹슈얼리티를 이해하거나 받아들이는 데 어려움을 겪어서 벽장 안에 남아 있기도 한다. 커밍아웃을 하거나 벽장에 남아있기로 하는 결정은 지극히 개인적인 것으로 간주되며 아웃팅은 오늘날의 문화에서 여전히 논란의 여지가 있다.
21세기 성소수자 담론에는 "유리 벽장"(글래스 클로짓; glass closet)이라는 관련 개념이 등장하였다. 이 용어는 연예인이나 정치인과 같은 공인이 사생활에서 벽장을 나오긴 하였으나 클로짓 명사들이 성적 정체성을 숨기기 위하여 역사적으로 취하던 전술(라벤더 결혼, "수염"으로 이성과 공개 데이트하는 행위 등)을 따르지 않으며, 한편으로 공적인 기록을 통하여 자신의 성적 지향을 공공연하게 밝히지 않아 엄밀히 말하면 완전히 벽장에 들어가 있지 않고 완전히 나오지도 않은 사람을 묘사하는 표현이다. 어쩔 수 없이 벽장에 갇혀 있어야 하였던 명사 중에는 콜턴 헤인스와 리키 마틴이 있다. 라벤더 결혼은 경력을 쌓고 유지하기 위하여 할리우드 전역에서 이루어졌으며 그 기원은 20세기 초반까지 거슬러 올라간다. 클로지팅은 유명인사 뿐만 아니라 제작되는 매체에서도 볼 수 있다. 인기있는 텔레비전 쇼는 은유를 사용하여 클로지팅을 표시하며, 이러한 은유는 그 당시 사회와 어떻게 관련되어 있는 지에 따라 다르다.

## 효과
클로짓 초기 단계에서 성소수자 사람들은 종종 혼란을 느끼고 마음의 동요를 경험한다. 1993년 미켈란젤로 시뇨릴레는 《퀴어 인 아메리카》(Queer in America)를 썼는데, 여기서 그는 벽장에 남게 되면서 클로짓 사람과 사회 전반 양쪽 모두에 미치는 피해를 탐구하였다.
세이드먼, 믹스, 트래스첸(1999)은 두 가지 이유로 "벽장"(the closet)이 현대 미국인의 삶에서 구식 은유가 될 수 있다고 주장한다.
1. 동성애는 점점 더 정상화되고 있으며 동성애와 이와 관련된 수치심과 비밀 유지는 종종 쇠퇴하는 것처럼 보인다.
2. 벽장의 은유는 낙인 관리가 삶의 방식이라는 개념에 달려 있다. 그러나 낙인 관리는 실제로 상황에 따라 점점 더 행해질 수 있다.

그러나 이 벽장은 비이성애자, 비시스젠더로 정체화한 사람 누구라도 원하지 않든 완전히 "밖으로" 나오기는 어렵다. 《벽장의 인식론》을 쓴 학자 이브 코소프스키 세지윅은 벽장의 어려움에 대해 다음과 같이 말한다.
| “ | ...이성애적 성차별주의자의 치명적 탄력성은 사람들이 피터 팬의 웬디처럼 비몽사몽 간에도 그들 주변에 새로운 벽이 솟아오르는 것을 발견함을 의미한다: 새로운 상사, 사회복지사, 대출 담당자, 임대주, 의사는 말할 것도 없고, 새로운 학급의 학생들과의 모든 만남은 새로운 벽장을 짓는다. | ” |

미국에서 성소수자 청소년 집단 괴롭힘에 대한 관심은 많은 청소년이 부모, 친구, 교사, 지역 사회 구성원의 거부가 두려워 교육 기간 동안과 그 이후에도 여전히 벽장에 남아 있게 됨을 보여준다. 벽장에 남아 있는 것은 조롱과 괴롭힘으로부터 개인을 보호하는 층을 제공하지만, 벽장에 남아 있는 것은 일반적으로 개인의 정신 건강에 해를 끼치며, 성소수자 청소년의 자살률에 반영된 청소년기의 경우가 특히 그렇다. 벽장에 남은 상태는 남성과 여성의 정신 건강에 다른 영향을 미칠 수도 있다. 예일 대학의 존 E. 페첸키스와 캘리포니아 대학의 수전 D. 코크란, 비키 M. 메이스가 수행한 연구에서 클로짓 여성이 커밍아웃한 여성보다 우울한 사건을 보고할 가능성이 두 배 더 높은 것으로 나타났다. 상대적으로 클로짓 남성은 커밍아웃한 남성보다 우울한 사건을 덜 보고하는 것으로 나타났다. 벽장에 남아 있는 사람들의 정신적, 육체적 건강에 대한 영향과 마찬가지로, 이것은 의료 비용과 성소수자 공동체에 대한 대중의 인식에도 영향을 미친다.

## 통계
예일 공중 보건 대학의 2019년 연구에 따르면 전 세계 성소수자의 83%가 성적 지향을 드러내지 않는 것으로 나타났다. 유럽 연합 기본권 기구의 2020년 설문조사에 따르면, 유럽 연합의 성소수자 중 30%는 매우 드물게 성적 지향을 밝히거나 거의 밝히지 않았다. 가장 비율이 높았던 국가는 리투아니아(60%), 불가리아(54%), 루마니아와 세르비아(모두 53%)이다. 중국에서의 2016년 설문조사에 따르면 성소수자의 85%가 자신의 성적 지향에 대하여 아무에게도 말하지 않았고 95%는 가족 외에는 공개하지 않은 것으로 나타났다. 미국에서는 게이, 레즈비언의 4%와 양성애자의 26%가 자신의 삶에서 중요한 사람 중 적어도 한 명에게 "나오지" 않았다.

## 참고 문헌

### 서지
- Chauncey, George (1994). Gay New York: Gender, Urban Culture, and the Making of the Gay Male World, 1890–1940. New York: Basic Books. Cited in Seidman 2003.
- Humphreys, L. (1970). Tearoom Trade: Impersonal Sex in Public Places. Chicago: Aldine.
- Kennedy, Elizabeth. "'But We Would Never Talk about It': The Structure of Lesbian Discretion in South Dakota, 1928-1933" in Inventing Lesbian Cultures in America, ed. Ellen Lewin (1996). Boston: Beacon Press. Cited in Seidman 2003.
- Seidman, Steven (2003). Beyond the Closet; The Transformation of Gay and Lesbian Life. ISBN 0-415-93207-6.
- Seidman, Steven, Meeks, Chet and Traschen, Francie (1999), "Beyond the Closet? The Changing Social Meaning of Homosexuality in the United States." Sexualities 2 (1)
- Sedgwick, Eve Kosofsky. Epistemology of the Closet (reprinted 1992).

## 더 읽어보기
- Epistemology of the Closet (reprinted 1992) by Eve Kosofsky Sedgwick, ISBN 0-520-07874-8.
- Dossie Easton, Catherine A. Liszt, When Someone You Love Is Kinky, Greenery Press, 2000. ISBN 1-890159-23-9ISBN 1-890159-23-9.